# Kanton Rixheim
Kanton Rixheim (fr. Canton de Rixheim) je francouzský kanton v departementu Haut-Rhin v regionu Grand Est. Tvoří ho 12 obcí. Zřízen byl v roce 2015.

## Obce kantonu
- Baldersheim
- Bantzenheim
- Battenheim
- Chalampé
- Habsheim
- Hombourg
- Niffer
- Ottmarsheim
- Petit-Landau
- Riedisheim
- Rixheim
- Sausheim